# القناة 13 (تشيلي)

القناة 13 (بالإسبانية: Canal 13)‏ هي شبكة تلفزيونية تشيلية تأسست في 21 أغسطس 1959. يقع مقرها الرئيسي في سانتياغو.